# 中国共产党罗田县委员会
中国共产党罗田县委员会（简称中共罗田县委员会、罗田县党委）是中国共产党在湖北省罗田县的领导机关。

## 历史
1926年夏，罗田籍共产党员李梯云受中共湖北区执行委员会指派，以中共罗田县党组织负责人身份，回到罗田秘密建立党组织，并相继介绍多人加入中国共产党。8月中旬，李梯云召集入党人士，在滕家堡金凤楼秘密成立罗田第一个共产党组织——中国共产党罗田支部（后于9月更名为中共滕家堡支部）。10月，在李梯云主持下，撤销中共滕家堡支部，成立中共罗田特支。
1927年5月，李梯云等在罗田县城武圣宫秘密成立中国共产党罗田县委员会，并担任初任县委书记。中共罗田县委员会隶属中共湖北省执行委员会。5月29日，由于原武汉国民政府独立十四师师长夏斗寅攻占县城，中共罗田县委解散，党员骨干由罗田转移到武汉、黄安、商城等地。后罗田地区相继与其他地区共同成立共产党组织。
1938年9月，中共鄂东特委派遣黎景来罗田，发展党的组织。翌年5月，正式成立中共罗田县工作委员会（简称罗田工委），此时由黎景担任工委书记。1945年5月，罗田共产党组织遭到严重破坏。
1945年10月，廖鹏重新恢复中共罗田工委。1946年8月，在中共罗田工委基础上重新成立中共罗田县委，此时由工委书记廖鹏担任县委书记，童国卿担任副书记。10月，改组为中共罗（田）麻（城）县委。9月6日，刘邓大军南下到达大别山，解放罗田县城，在中共罗麻县委基础上重建中共罗田县委，此时由刘敏担任书记。
1949年3月19日，罗田县城解放，中共罗田县委迁入县城办公。